# Anagrammatische Klangrotation
Die Anagrammatische Klangrotation ist ein Begriff aus der Rechtsprechung und der Literatur zum Markenrecht. Von anagrammatischer Klangrotation spricht man, wenn eine Verwechselungsgefahr aufgrund einer Wortumstellung (Silben, Buchstaben) bei gleichem Sinngehalt der Einzelbegriffe besteht.
Führt eine bloße Umstellung der Bestandteile einer Wortmarke im Hinblick auf die Erfahrung, dass der Verkehr sich häufig zwar an die Elemente einer Kennzeichnung, nicht dagegen an deren Reihenfolge erinnert, nicht zu einem hinreichenden Zeichenabstand, so steht dem Inhaber der zuerst eingetragenen Wortmarke ein Abwehranspruch gegen die später zur Eintragung beantragte Marke zu (§ 42 MarkenG).
Dabei ist die Rechtsprechung eher restriktiv und nimmt auch bei sehr ähnlichen Wortmarken nicht unbedingt eine anagrammatische Klangrotation an. Je mehr jedoch die Marken aus Fantasiebegriffen bestehen, die keinen Bezug zum Produkt haben, desto strenger ist die Rechtsprechung.